# Велики смог 1952. (Лондон)
Велики Смог у Лондону или Велики Смог 1952. представља озбиљно загађење ваздуха који је погодио британску престоницу 1952. године. Период необично хладног времена у комбинацији са антициклоном и условима без ветра, сакупљао је загађене честице - углавном проистекле из употребе угља, формирајући дебели слој смога изнад града. Трајало је од петка, 5. децембра до уторка 9. децембра 1952. године, а затим се разведрило када се време променило.
Изазвала је велики застој смањењем видљивости, па чак је и продирала у затворене просторе, била је много озбиљнија од претходних проблема са смогом, званим магла супе од грашка. Владини медицински извештаји у наредним недељама проценили су да је од 8. децембра умрло 4.000 људи од искључиво од последице смога, а још 100.000 је оболело од утицаја смога на човеков респираторни тракт. Новија истраживања указују да је укупан број смртних случајева могао бити знатно већи, са проценама између 10.000 и 12.000 смртних случајева. 
Лондон још од 13. века пати због лошег квалитета ваздуха, а то се погоршало у 1600-им. Сматра се да је Велики Смог најгори догађај загађења ваздуха у историји Уједињеног Краљевства и најзначајнији по својим ефектима на истраживање животне средине, владине прописе и свест јавности о вези између квалитета ваздуха и здравља. Довело је до неколико промена у пракси и прописима, укључујући Закон о чистом ваздуху из 1956. године.

## Позадина

### Извори загађења
Период необично хладног времена који је претходио и био током Великог смога натерао је Лондонce да сагоре много више угља него обично да би се загрејали. Док се квалитетнији „тврди“ угаљ (попут антрацита) углавном извозио да би се отплатили дугови из Другог светског рата, послератни домаћи угаљ обично је релативно ниског квалитета, сумпорне сорте (слично лигниту) што је повећало количину сумпор-диоксида у диму. Такође су биле присутне бројне електране на угаљ у ширем Лондону, укључујући Фулам, Батерси, Бенксајд, Гринич, и Кингстон на Темзи и све је то утицало на повећање загађења. Према британском Мет Офису, наведени загађивачи испуштали су сваког дана током периода Великог смога: 1.000 тона честица дима, 140 тона хлороводоничне киселине, 14 тона једињења флуора и 370 тона сумпор-диоксида који су можда претворени у 800 тона сумпорне киселине. 
Истраживање указује на то да су додатни системи за спречавање загађења уграђени у Батерси додатно погоршали квалитет ваздуха. Прочишћавање димним гасовима смањило је температуру димних гасова, па се нису гасови нису подигли, већ су се срушили на ниво земље, узрокујући локалну несрећу.  Поред тога, било је загађења и дима из издувних гасова возила, посебно из парних локомотива и аутобуса на дизел гориво који су заменили недавно напуштени систем електричног трамваја. Остали индустријски и комерцијални извори такође су допринели загађењу ваздуха. 

## Последице

### Утицај на Лондон
Иако је Лондон био навикнут на велике магле, ова је била гушћа и дуготрајнија од било које претходне магле. Видљивост је смањена на неколико метара („Као да сте слепи“) што је отежавало или онемогућавало вожњу.  
Јавни превоз је застао, осим лондонске подземне железнице, а служба хитне помоћи је престала са радом, приморавајући кориснике да се превезу до болнице. Смог је био толико густ да је чак улазио и у унутрашњост просторија што је резултирало отказивањем или напуштањем концерата и пројекција филмова јер се видљивост смањивала, а позорнице и екрани постали су теже видљиви из седишта. Отказивани су и спортски догађаји на отвореном. 

### Утицај на здравље
Није било панике, јер је Лондон био злогласан по својој магли. Међутим, у следећим недељама статистика коју су прикупиле медицинске службе открила је да је магла убила 4.000 људи. Већина жртава били су врло млади или старији или су већ имали респираторних проблема. У фебруару 1953. године, Маркус Липтон је у Доњем дому сугерисао да је магла проузроковала 6.000 смртних случајева и да је још 25.000 људи затражило накнаде за болест у Лондону током тог периода.
Морталитет је остао повишен месецима након магле. Прелиминарни извештај, који никада није завршен, за те смртне случајеве оптуживао је епидемију грипа. Докази који су се појавили откривају да само део смртних случајева може бити од грипе. Већина смртних случајева узрокована је инфекцијама респираторног тракта, од хипоксије и као резултат механичке запреке ваздушних пролаза гнојем који настаје због инфекција плућа изазваних смогом. Инфекције плућа биле су углавном бронхопнеумонија или акутни гнојни бронхитис које је био гори од   хроничног бронхитиса.

## Спољашњи извори
- https://web.archive.org/web/20071013234208/http://www.portfolio.mvm.ed.ac.uk/studentwebs/session4/27/greatsmog52.htm
- http://news.bbc.co.uk/2/hi/uk_news/2542315.stm
- http://news.bbc.co.uk/onthisday/hi/dates/stories/december/9/newsid_4506000/4506390.stm
- https://www.pnas.org/content/early/2016/11/09/1616540113.full Архивирано на веб-сајту  (25. фебруар 2021)
- https://www.businessinsider.com/scientists-finally-know-what-caused-londons-killer-fog-2016-11